# Голиченков, Пётр Иванович
Пётр Иванович Голиченков (12 июля 1921, Должниково, Симбирская губерния — 28 июля 1976, Должниково, Ульяновская область) — младший лейтенант Советской Армии, участник Великой Отечественной войны, Герой Советского Союза (1942).

## Биография
Пётр Иванович Голичёнков родился 12 июля 1921 года в русской крестьянской семье в селеДолжниково (ныне — Базарносызганский район Ульяновской области). Там же получил начальное образование. После окончания школы работал в колхозе.
В 1941 году был призван на военную службу в Рабоче-крестьянскую Красную Армию Октябрьским райвоенкоматом Москвы. С июня того же года находился на фронтах Великой Отечественной войны, первоначально был пулемётчиком, позднее переобучился на снайпера.
Был снайпером отдельной разведроты 1-й стрелковой дивизии войск НКВД 8-й армии Ленинградского фронта. К 20 января 1942 года снайперским огнём уничтожил 140 вражеских солдат и офицеров, обучил снайперскому мастерству более 230 бойцов, которые в общей сложности уничтожили более 4000 солдат и офицеров противника. Так, 21 декабря 1941 года, П. И. Голиченков за день уничтожил 17 немецких солдат.
Указом Президиума Верховного Совета СССР от 6 февраля 1942 года красноармеец Петру Ивановичу Голиченкову присвоено звание Героя Советского Союза с вручением медали «Золотая Звезда» и ордена Ленина.
В дальнейшем во время одной из вылазок П. И. Голиченков был контужен и в бессознательном состоянии отправлен в госпиталь; после излечения вернулся на фронт. Всего за время войны он уничтожил 225 вражеских солдат и офицеров. В конце 1945 года в звании младшего лейтенанта П. И. Голиченков был уволен в запас. Проживал и работал в родном селе, был депутатом сельсовета, членом бюро колхозной парторганизации.
Пётр Иванович Голиченков скончался 28 июля 1976 года.

## Память
- В родном селе в честь Петра Голиченкова названа центральная улица.
- У Обелиска «30 лет Победы» в Ульяновске есть мемориальная доска с именем Героя.

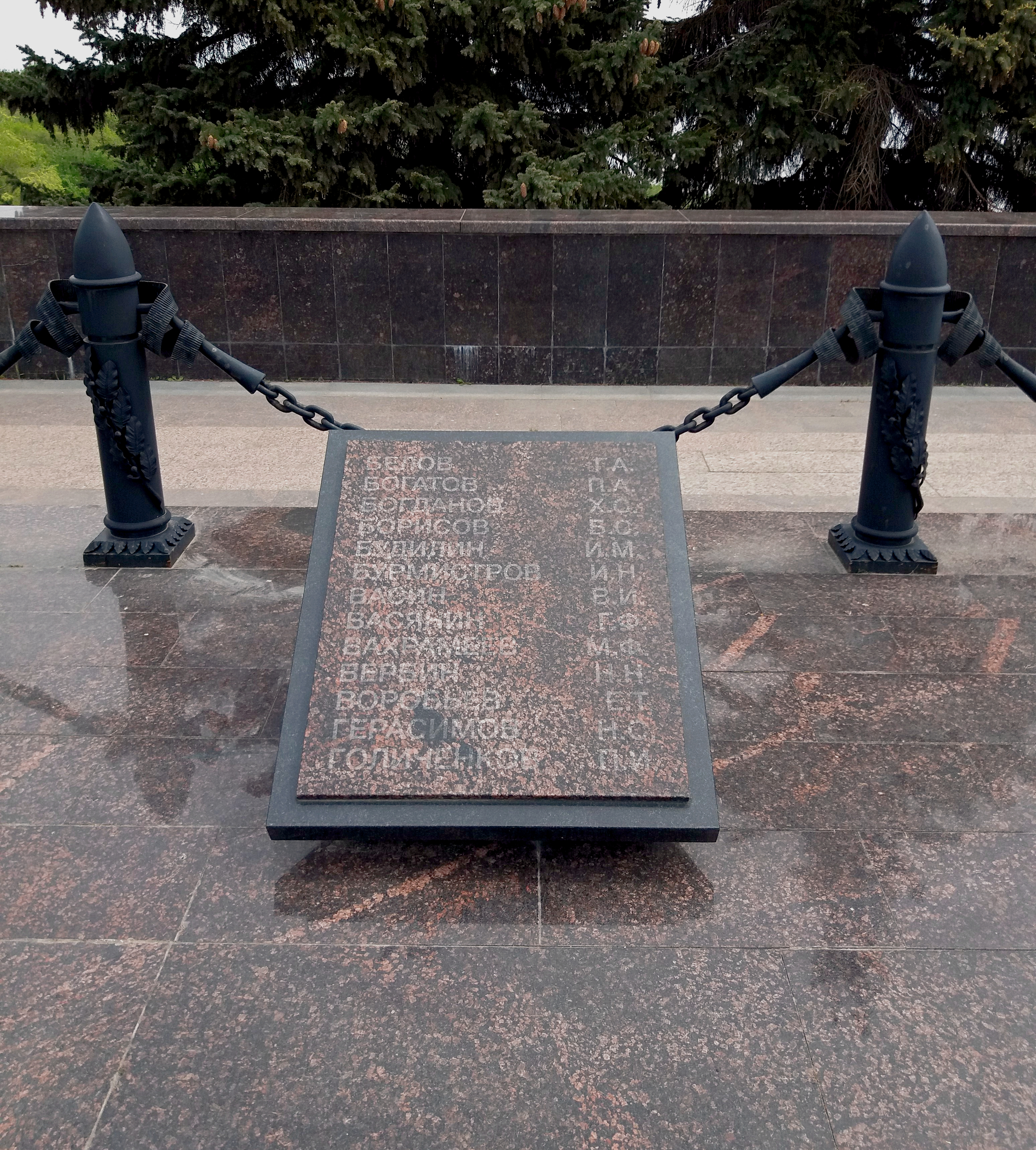
Мемориальная доска с именем Героя.